# Крюки (Гомельская область)
Крюки (бел. Крукі) — упразднённая деревня в Комаринском сельсовете Брагинского района Гомельской области Беларуси.

## География

### Расположение
В 42 км на юг от Брагина, 18 км от железнодорожной станции Иолча (на линии Овруч — Полтава), 172 км от Гомеля.
Находится на территории Полесского радиационно-экологического заповедника.

### Водная система
Река Несвич (приток реки Брагинка).

## Транспортная система
Транспортные связи по просёлочной, затем автомобильной дороге Комарин — Брагин.
Планировка состоит из почти прямолинейной улицы, ориентированной с юго-востока на северо-запад, к которой с востока и запада присоединяются криволинейные улицы. Застройка деревянными домами усадебного типа.

## История
Известна с XIX века как село в Речицком уезде Минской губернии В 1850 году владение помещицы Ванчевской. В 1885 году центр Крюковской волости, в которую входили 19 населённых пунктов с 477 дворами. В 1897 году находились школа грамоты, хлебозапасный магазин, 2 ветряные мельницы, трактир, церковь, еврейский молитвенный дом; рядом находился смоляной завод. В 1908 году в Савитской волости.
С 8 декабря 1926 года по 1987 год центр Крюковского сельсовета Комаринского, с 25 декабря 1962 года Брагинского районов Речицкой, с 9 июня 1927 года Гомельской (с 27 июня 1930 года) округов, с 20 февраля 1938 года Полесской, с 8 января 1954 года Гомельской областей. В 1929 году 2 школы, отделение потребительской кооперации. В 1930 году организован колхоз «Парижская коммуна», работали ветряная мельница и шерстечесальня.
Во время Великой Отечественной войны в апреле 1943 года партизаны разгромили в деревне немецкий гарнизон. В мае 1943 года фашистские каратели полностью сожгли деревню и убили 25 жителей. В боях за деревню и её окрестность в ноябре 1943 года погибли 5 солдат и 2 партизаны (похоронены в братской могиле в центре деревни). На фронтах и в партизанской борьбе погибли 101 местный житель, в память о которых в 1967 году в центре деревни возведен обелиск. В 1962 году к деревне присоединена деревня Нараги.
Была центром колхоза имени В.И. Ленина. Действовали комбинат бытового обслуживания, лесничество, средняя школа, клуб, библиотека, фельдшерско-акушерский пункт, отделение связи, магазин.

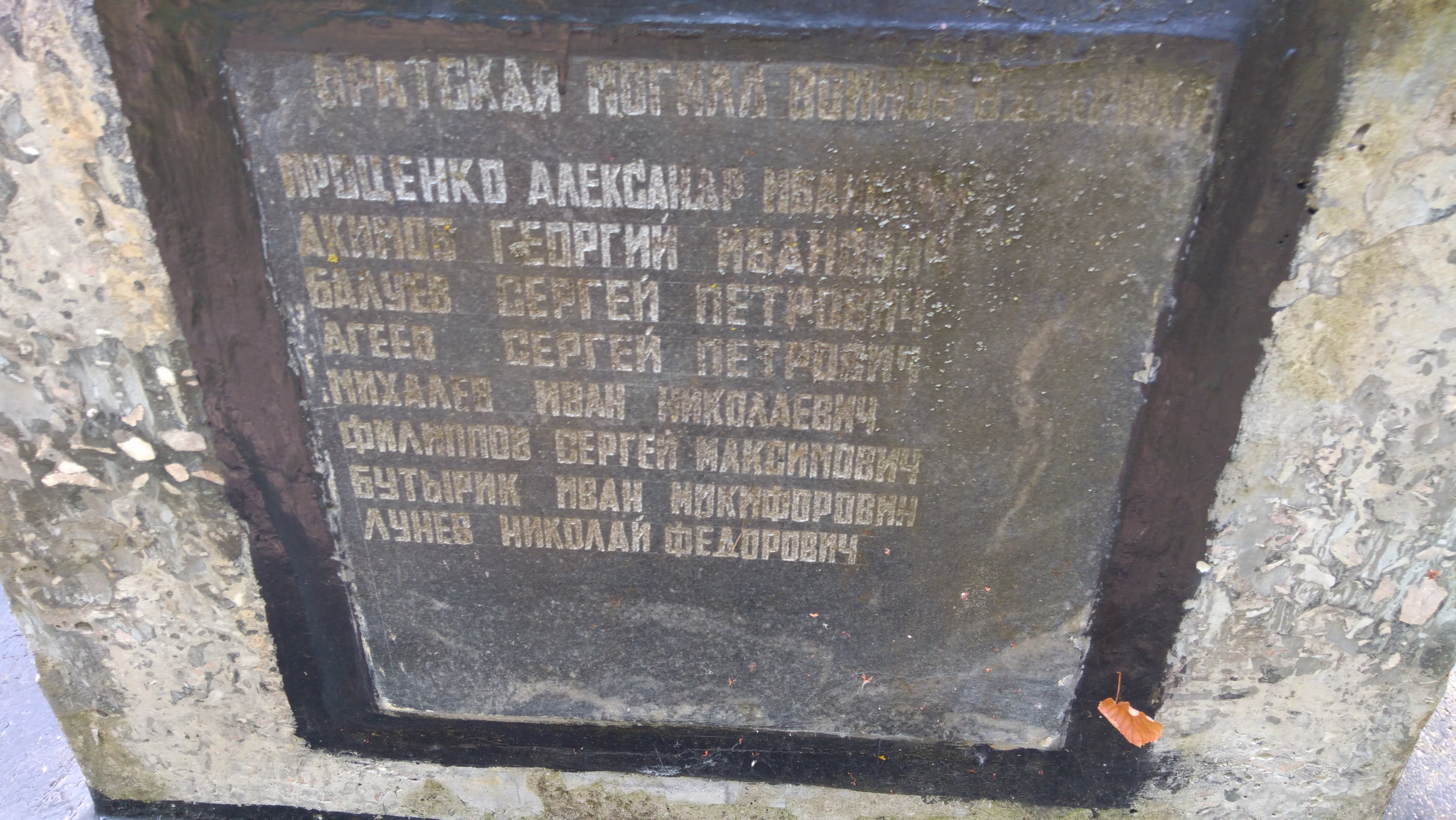
Список советских воинов и партизан, погибших в 1943 г. при освобождении деревни Крюки (обелиск на братской могиле в центре деревни)

20 августа 2008 года деревня упразднена.

## Радиоактивное загрязнение
В 1986 г., в результате аварии на Чернобыльской АЭС, территория как самой деревни, так и прилегающие к ней районы (особенно лесные массивы), подверглись очень интенсивному радиоактивному загрязнению. Средняя плотность загрязнения этой территории (на 2009 г.) по цезию-137 составляет не менее 7,5 МБк/м2 (200 Ки/км2), по стронцию-90 - 0,4-0,75  МБк/м2, по 238,239,240,241Pu - 0,1-0,25 МБк/м2, по америцию-241 - 0,1-0,2 МБк/м2. Здесь же зафиксирован максимальный на территории ПГРЭЗ уровень загрязнения цезием-137 - 59-60 МБк/м2 (1600 Ки/км2).

## Население
После катастрофы на Чернобыльской АЭС и радиационного загрязнения жители (170 семей) переселены в 1986 году в чистые места.

### Численность
- 2009 год — жителей нет

### Динамика
- 1850 год — 22 двора, 165 жителей
- 1885 год — 42 двора, 214 жителей
- 1897 год — 98 дворов, 525 жителей (согласно переписи)
- 1908 год — 129 дворов, 711 жителей
- 1929 год — 1254 жителя
- 1940 год — 280 дворов
- 1959 год — 650 жителей (согласно переписи)
- 1986 год — жители (170 семей) переселены

## Достопримечательность
- Братская могила советских воинов и партизан, памятник землякам. Похоронено 5 воинов и 2 партизана, которые погибли в ноябре 1943 года при освобождении территории от немецко-фашистских захватчиков. В 1967 году в память о воинах и партизанах, а также 101 жителю, которые погибли в Великую Отечественную войну, установлен обелиск.